# Koeleria
Koeleria Pers., 1805 è un genere di piante angiosperme monocotiledoni della famiglia delle Poacee.

## Tassonomia
Il genere comprende le seguenti specie:
- Koeleria altaica (Domin) Krylov
- Koeleria antarctica (G.Forst.) Barberá, Quintanar, Soreng & P.M.Peterson
- Koeleria arduana (Edgar & A.P.Druce) Barberá, Quintanar, Soreng & P.M.Peterson
- Koeleria argentea Griseb.
- Koeleria asiatica Domin
- Koeleria askoldensis Roshev.
- Koeleria barbinodis (Trin.) Barberá, Quintanar, Soreng & P.M.Peterson
- Koeleria barrosii Barberá, Quintanar, Soreng & P.M.Peterson
- Koeleria besseri Ujhelyi
- Koeleria biebersteinii M.G.Kalen.
- Koeleria boliviensis (Domin) A.M.Molina
- Koeleria brevis Steven
- Koeleria calderonii A.Molina
- Koeleria capensis (Thunb.) Nees
- Koeleria carolii Emb.
- Koeleria caudata (Link) Steud.
- Koeleria cenisia Reut. ex E.Rev.
- Koeleria cheesemanii (Hack.) Petrie
- Koeleria crassipes Lange
- Koeleria cumingii Nees ex Steud.
- Koeleria delavignei Czern. ex Domin
- Koeleria dersu Prob. & Prokop.
- Koeleria drucei (Edgar) Barberá, Quintanar, Soreng & P.M.Peterson
- Koeleria embergeri Quézel
- Koeleria eriostachya Pančić
- Koeleria fueguina Calderón ex Nicora
- Koeleria glauca (Spreng.) DC.
- Koeleria gubanovii Tzvelev
- Koeleria hirsuta Gaudin
- Koeleria hispanica Barberá, Quintanar, Soreng & P.M.Peterson
- Koeleria × hungarica Domin
- Koeleria inaequaliglumis A.Molina
- Koeleria inaequalis (Whitney) Barberá, Quintanar, Soreng & P.M.Peterson
- Koeleria insubrica Brullo, Giusso & Miniss.
- Koeleria javorkae Ujhelyi
- Koeleria johnstonii (Louis-Marie) Barberá, Quintanar, Soreng & P.M.Peterson
- Koeleria × jurtzevii (Prob.) Chepinoga
- Koeleria kangdingensis (Z.L.Wu) Barberá, Quintanar, Soreng & P.M.Peterson
- Koeleria karavajevii Govor.
- Koeleria koidzumiana (Ohwi) Barberá, Quintanar, Soreng & P.M.Peterson
- Koeleria kurtzii Hack.
- Koeleria lasiorhachis (Hack.) Barberá, Quintanar, Soreng & P.M.Peterson
- Koeleria lepida (Edgar & A.P.Druce) Barberá, Quintanar, Soreng & P.M.Peterson
- Koeleria ligulata (Finot & Zuloaga) Barberá, Quintanar, Soreng & P.M.Peterson
- Koeleria loweana Quintanar, Catalán & Castrov.
- Koeleria lucana Brullo, Giusso & Miniss.
- Koeleria luerssenii (Domin) Domin
- Koeleria macrantha (Ledeb.) Schult.
- Koeleria mendocinensis (Hauman) Calderón ex Nicora
- Koeleria micans (Hook.f.) Barberá, Quintanar, Soreng & P.M.Peterson
- Koeleria × mixta Domin
- Koeleria nancaguensis (Finot) Barberá, Quintanar, Soreng & P.M.Peterson
- Koeleria nitidula Velen.
- Koeleria novozelandica Domin
- Koeleria oreophila (Louis-Marie) Barberá, Quintanar, Soreng & P.M.Peterson
- Koeleria permollis Steud.
- Koeleria praeandina A.Molina
- Koeleria preslii (Kunth) Barberá, Quintanar, Soreng & P.M.Peterson
- Koeleria projecta (Louis-Marie) Barberá, Quintanar, Soreng & P.M.Peterson
- Koeleria pyramidata (Lam.) P.Beauv.
- Koeleria rhodopea Ujhelyi
- Koeleria riguorum Edgar & Gibb
- Koeleria rodriguez-graciae Quintanar & Castrov.
- Koeleria roshevitzii Chepinoga
- Koeleria serpentina (Edgar & A.P.Druce) Barberá, Quintanar, Soreng & P.M.Peterson
- Koeleria skrjabinii Karav. & Tzvelev
- Koeleria spicata (L.) Barberá, Quintanar, Soreng & P.M.Peterson
- Koeleria splendens C.Presl
- Koeleria subalpestris (Hartm.) Barberá, Quintanar, Soreng & P.M.Peterson
- Koeleria subcaudata (Asch. & Graebn.) Ujhelyi
- Koeleria × taimyrica (Tzvelev) Barberá, Quintanar, Soreng & P.M.Peterson
- Koeleria tenella (Petrie) Barberá, Quintanar, Soreng & P.M.Peterson
- Koeleria thonii Domin
- Koeleria tristis Domin
- Koeleria tzvelevii N.V.Vlassova
- Koeleria vallesiana (Honck.) Gaudin
- Koeleria vaseyi Barberá, Quintanar, Soreng & P.M.Peterson
- Koeleria ventanicola A.Molina
- Koeleria vurilochensis Calderón ex Nicora
- Koeleria youngii (Hook.f.) Barberá, Quintanar, Soreng & P.M.Peterson